# Mireia Dionisio Calé
Mireia Dionisio Calé és una política catalana, Diputada al Parlament de Catalunya des de 2021 i alcaldessa de Mollet del Vallès des de 2022. A les eleccions municipals del 2023 va revalidar el càrrec.

## Biografia
Nascuda a Mollet, va créixer la barri del Calderí, va estudiar a l'Escola Montseny i posteriorment a l'Institut Vicenç Plantada. Va llicenciar-se en dret a la Universitat Autònoma de Barcelona, i va continuar els seus estudis amb llicenciant-se en Ciències Polítiques i de l’Administració a la Universitat de Barcelona, i amb un diploma en Gestió i Administració Pública, també per la UB.
Treballa com a funcionària de carrera a l'Ajuntament de Granollers, i des de les eleccions municipals de 2007 ha sigut regidora de l'Ajuntament de Mollet, ocupant regidories d'habitatge, urbanisme, desenvolupament econòmic al llarg dels anys.
El 2019 va entrar a l'executiva nacional del PSC, com a secretària nacional de medi ambient.
El 13 d'octubre de 2021 fou nomenada diputada al Parlament de Catalunya en substitució d'Eva Granados, quan aquesta fou escollida senadora. Com a diputada participa o ha participat en les comissions de Polítiques Digitals i Territori (CPDT), la de polítiques de joventut i la de Territori.
El 10 de juny de 2022 va ser escollida alcaldessa de Mollet del Vallès per majoria absoluta, amb 13 vots, en substitució de l'Alcalde Josep Monràs, qui va renunciar a l'alcaldia per facilitar una renovació del govern municipal, després de 18 anys al càrrec. A les eleccions de 2023 Dionisio revalidaria el títol d'alcaldessa.
El juliol de 2023 fou nomenada presidenta de l'Associació Àmbit B-30.